# 外挿
外挿（がいそう、英: extrapolation）や補外（ほがい）とは、ある既知の数値データを基にして、そのデータの範囲の外側で予想される数値を求めること。また、その手法を外挿法（英: extrapolation method）や補外法という。対義語は内挿や補間。
なお、外挿補間という呼び方も広まっているが、本来、補間とは、既知のデータを基にしてそのデータの範囲の内側の数値を予測することであり、内挿の同意語であるから、外挿補間という呼び方は誤りである。

## 手法
当該数値データを、何らかの関数にあてはめ、数値データの無い範囲（外側）の値を推定する。最も簡単なものは、線形補間をデータ範囲の外側の点に対して適用する外挿（線形外挿、直線外挿）である。他にはリチャードソンの補外、エイトケンのΔ2乗加速法、ステフェンセン変換などがある。

## 誤った使用例
外挿の信頼性はその予測信頼区間によって表示される。予測信頼区間は理論的にとりえない値を含む場合があり、このような場合に外挿結果をそのまま用いることは誤った結果を導く可能性がある。たとえば、有限の値しかとらない変数に対して無限大を定義域として含む関数（一次関数など）を選ぶ場合がそれに該当する。
- 新しい病気の死亡率は当初急激に上昇するかもしれない。その時、死亡率のグラフを線形的に外挿すると、人口のすべてが数年内にこの病気によって死亡するという結果をもたらす場合がある。実際には、罹患者が死亡した後、生存者はこの病気にかかるのを避けるような行動をとるようになるので、新しく発見された病気の死亡率は低下するのである。さらにいえば、生存者が当初からこの病気に対して免疫をもっていることもありうるし、病気の流行に直面することによって後天的に免疫を得ることもありうる。病気の流行と死亡率の上昇を受けて、治療法も発達するかもしれない。
- 湖の水量が時が経つにつれ減少している場合に線形外挿を行った場合、ある将来時点で水量がゼロとなる。それ以後の期間はマイナスの水量が予測されるが、これは非合理的である。

## 参考となる図書類
- Claude Brezinski and Michela Redivo Zaglia: Extrapolation Methods: Theory and Practice, North-Holland, ISBN 0-444-88814-4 (1991).
- Avram Sidi: Practical Extrapolation Methods: Theory and Applications, Cambridge University Press, ISBN 0-521-66159-5 (2003).
- Avram Sidi: Vector Extrapolation Methods with Applications, SIAM, ISBN 978-1-61197495-9 (2017).
- Claude Brezinski and Michela Redivo-Zaglia : Extrapolation and Rational Approximation, Springer Nature, Switzerland, ISBN 978-3-03058417-7, (2020).